# Mikroregion Sinop

Mikroregion Sinop

Mikroregion Sinop – mikroregion w brazylijskim stanie Mato Grosso należący do mezoregionu Norte Mato-Grossense.

## Gminy
- Cláudia
- Feliz Natal
- Itaúba
- Marcelândia
- Nova Santa Helena
- Santa Carmem
- Sinop
- União do Sul
- Vera